# 雷米·卡貝拉
雷米·卡比拿（法語：Rémy Cabella，1990年3月8日—）是法國的足球運動員，司職中場。現時效力希臘足球超級聯賽球會奥林匹亚科斯，他被形容成是一位快速、敏捷且富有創造力的球員。

## 生平
卡比拿自2004年開始效力於蒙彼利埃的青年隊，在2009年升入一隊。他曾代表法國U21國家隊參賽。2014年6月，由於和克萊門特·格萊尼爾受傷，卡貝拉被召入法國國家足球隊參加2014年世界杯。
2014年7月13日，卡比拿轉投英超球會纽卡斯尔联，身價沒有透露，簽約六年，他在2014年8月17號球隊主場0比2輸給曼城上演聯賽首秀，並打滿全場 ，他在2015年1月31號球隊客場3比0戰勝赫爾城的比賽中取得了自己的首個英超進球， 他也被纽卡斯尔联球迷評選為當月最佳球員。
2015年8月19日, 卡貝拉被租借至法甲马赛，為期1年，這筆租借成為球隊運作弗洛里安·托萬交易至纽卡斯尔联的一環。他在新東家的首秀在2015年8月23日上演，球隊6比0戰勝特魯瓦。 他在2015年12月3日球隊1比0戰勝雷恩的比賽中打入加盟马赛的第一球。
2022年3月3日，在俄羅斯入侵烏克蘭後，卡斯洛達宣布暂停合同，卡貝拉不再随队训练，但合同并未终止，仍然生效。 2022年3月9日，卡贝拉与克拉斯诺达尔的合同经双方同意终止。
2022年4月6日，卡贝拉返回母會蒙彼利埃體育會直到赛季结束。

## 註腳
1. 1 2  . Ligue 1.   [30 May 2014]. （原始内容存档于2014-05-31）.
2. ↑  . BBC Sport. 2014-07-13  [2014-08-25]. （原始内容存档于2014-08-16） （英语）.
3. ↑  Chowdhury, Saj. . BBC Sport. 17 August 2014  [17 August 2014]. （原始内容存档于2016-01-14）.
4. ↑  Dawkes, Phil. . BBC Sport. 31 January 2015  [9 February 2015]. （原始内容存档于2016-01-23）.
5. ↑  . NUFC. 19 February 2015  [19 February 2015]. （原始内容存档于2016-03-07）.
6. ↑  . BBC Sport. 19 August 2015  [19 August 2015]. （原始内容存档于2015-08-22）.
7. ↑  Scott, A. . Ligue 1. 23 August 2015  [27 August 2015]. （原始内容存档于2017-09-03）.
8. ↑  Waugh, Chris. . 7 December 2015  [9 December 2015]. （原始内容存档于2016-07-31）.
9. ↑   (新闻稿). FC Krasnodar. 3 March 2022  [3 March 2022]. （原始内容存档于2022-03-08） （俄语）.
10. ↑   (新闻稿). FC Krasnodar. 9 March 2022  [9 March 2022]. （原始内容存档于2022-04-06） （俄语）.
11. ↑   (新闻稿). Montpellier. 6 April 2022  [6 April 2022]. （原始内容存档于2022-05-01） （法语）.

## 外部連結
- 雷米·卡貝拉 – 法國職業足球聯賽数据 – 支持法语（已存档）
- 雷米·卡貝拉在《隊報》足球中的档案 （法文）